# 시슈만가
시슈만 왕가(불가리아어: Шишмановци)는 부분적으로 쿠만인 계통의 중세 불가리아 왕가이다.
시슈만 왕가는 불가리아가 오스만 제국에 정복당하기 전까지 대략적으로 한세기, 1323년에서 1422년까지 불가리아의 군주 자리를 차지했다. 시슈만 왕가는 아센 왕가와 관련되어 있으며, 라구사의 역사가 루카리치에 의하면 또한 테르테르 왕가와도 이어진다. 플라멘 파블로프는 시슈만 왕가의 창건자인 시슈만을 게오르기 테르테르 1세의 동생으로 보았고, 그러므로 시슈만 역시 1241년 이후 헝가리에서 불가리아로 옮겨왔다고 보았다.

## 구성원
- 비딘의 데스포트 시슈만
  - 미하일 시슈만(미하일 아센 3세)
    - 이반 스테판

  - 비딘의 데스포트 벨라우르
  - 케라차 페트리차 - 크런의 스라치미르와 결혼
    - 이반 알렉산더르
      - 이반 스라치미르
        - 보스니아의 여왕 도로테아
        - 콘스탄틴 2세

      - 이반 시슈만
        - 프루진